# Убийства в Форт-Майерсе
Убийства в Форт-Майерсе — серия убийств как минимум восьми мужчин, чьи останки были обнаружены в марте 2007 года на небольшом участке леса  на территории города Форт-Майерс  (округ Ли, штат Флорида).
Обнаружение скелетов вызвало общественный резонанс в обществе и породило множество теорий о том, каким образом тела погибших могли оказаться в лесистой местности. Согласно одной из версий, в Форт-Майерс на протяжении нескольких лет действовал серийный убийца, благодаря чему после обнаружения скелетов полиция округа начала уголовное расследование, что в свою очередь придало исключительность делу, так как правоохранительные органы  на протяжении десятилетий не подозревали, что на их территории орудует серийный убийца.

## Хронология событий
Утром 23 марта 2007 года в полицию Форт-Майерса позвонил человек, который заявил что накануне в ходе осмотра территории лесистой местности, предназначенной для застройки, в густых зарослях мелалеуки обнаружил человеческий череп в 45 метрах от грунтовой дороги под названием Аркадия-роуд. Полиция отнеслась к этому сообщению скептически, так как эта местность на протяжении нескольких лет использовалась охотниками и жителями региона как свалка, где сбрасывались трупы свиней и аллигаторов. Однако звонивший настаивал на том, что им был обнаружен череп, принадлежащий человеку. После того, как на место обнаружение черепа явились сотрудники полиции, ими в ходе осмотра местности в течение нескольких минут были обнаружены еще два человеческих черепа. В течение дальнейших нескольких часов полиция Форт-Майерс организовала поисковую операцию с привлечением кинологов с собаками, в результате которой к вечеру 23 марта на площади в 200 квадратных метров были обнаружены еще пять человеческих черепов и более тысячи других костей человеческого скелета, большинство из которых было скрыто корнями растений, листьями и различным кустарником. Место обнаружения останков находилось на расстоянии нескольких километров от центра города и в нескольких километрах от межштатной автомагистрали I-75. В течение следующих недель с целью обнаружения других костных останков, полиция тщательно обыскала территорию этого района, используя сетки для просеивания грунта, однако результата это не принесло.

## Расследование
В ходе расследования полиция привлекла судебно-медицинских энтомологов, которые начали изучать найденные поблизости растения и насекомых для определения промежутка времени пребывания останков в зарослях с целью установить предположительные даты совершения убийств и сброса тел в указанной местности. Судебный антрополог Хизер Уолш-Хейни из Университета побережья Мексиканского залива во Флориде также была привлечена в ходе расследования для составления карты места происшествия и прогноза относительно того, где и куда кости могли быть унесены грунтовыми водами и различными животными в течение нескольких лет.
В конечном итоге, в результате различных криминалистических экспертиз, было установлено что скелеты принадлежали мужчинам белого цвета кожи, возможно латиноамериканского происхождения, находящихся на момент смерти в возрасте от 18 до 49 лет, трупы которых были сброшены в лесу Форт-Майерс приблизительно в период с 1980-го по 2000-й год. Так как ни одно из тел не было захоронено, полиция предположила что в регионе действовал неустановленный серийный убийца, который использовал указанную местность для сброса тел убитых. Джон Дуглас, бывший профилировщик ФБР и эксперт по серийным убийцам, также заявил, что в Форт-Майерс действовал серийный убийца, так как на месте обнаружения скелетов не было найдено остатков одежды и личных вещей убитых, а из-за субтропического муссонного климата на территории штата Флорида, не захороненные тела полностью разлагаются в течение одной или двух недель.
Изучив найденные черепа, судебно-медицинский эксперт заявил, что у семи из убитых зубы на момент смерти находились в отличном состоянии с последствиями результатов дорогого стоматологического лечения, на основании чего полиция предположила, что убитые при жизни пребывали в социально-благополучной обстановке, не являлись представителями маргинального слоя общества. В ходе обследования костей скелетов, судебно-медицинские антропологи установили, что на некоторых из костей убитых были обнаружены признаки прижизненных заживших переломов, однако не было обнаружено никаких других повреждений костей, свидетельствующих о ножевых ранениях, о нанесении огнестрельных ран и других травм, которые могли бы стать причиной смерти.
С целью установить личности убитых прокуратура округа Ли передала останки в лабораторию судебной экспертизы, расположенную в штате Техас, где эксперты-криминалисты извлекли ДНК из костей, после чего в сентябре 2007 года над воссозданием предполагаемых черт внешности убитых стала работать известный скульптор-антрополог 67-летняя Шэрон Лонг, обладательница ученой степени в области искусства и антропологии, которая занималась созданием бюстов для Национального географического общества и Смитсоновского института, реконструированием внешностей мумий, а также воссозданием лиц первых поселенцев англичан на территории современных США , чьи останки были обнаружены в Джеймстауне.
В ходе расследования в число подозреваемых попал 53-летний Дэниел Оуэн Конахен — младший, который в 1999-м году был приговорен к смертной казни на территории штата Флорида за убийство в 1996 году 21-летнего Ричарда Монтгомери, который был бродягой. Подозрения в адрес Конахена усилились после того, как во время судебного процесса в качестве свидетеля обвинения выступил Стэнли Бёрден, который заявил что в начале 1990-х годов был похищен Дэниелом Конахеном, который согласно его свидетельствам отвез его в лесистую местность на окраине Форт-Майерс, расположенную в нескольких милях от того места, где были обнаружены скелеты, где совершил попытку его удушения, в ходе которой пострадавшему удалось оказать сопротивление и сбежать. Помимо этого Конахен был подозреваемым в совершении нескольких убийств на территории округа Шарлотт (штат Флорида), но доказательств его причастности к совершении серийных убийств не нашлось, благодаря чему никаких обвинений впоследствии ему предъявлено не было.
После обнаружения скелетов, в прокуратуру округа Ли обратились около 50 человек, чьи родственники пропали без вести в период с 1980-го по 2000-й год, и сдали образец своей крови. В конце 2007 года на основании результатов ДНК-экспертизы следствие смогло идентифицировать личности двух жертв. Ими оказались 21-летний Эрик Дэвид Колер, житель города Порт-Шарлотт, и 38-летний Джон Блевинс, житель Форт-Майерса, которые пропали без вести в 1995 году.
В сентябре 2008-го года на основании ДНК-анализа была идентифицирована личность ещё одной жертвы. Ею оказался 24-летний Джонатан Джеймс Тихай (1970 г.р.), уроженец города Орора (штат Иллинойс). После идентификации личности молодого человека, полиция опросила его родственников и друзей в попытке установить подробности его жизни перед исчезновением. Сестра Джонатана, Натали Уортингтон сообщила следователям, что её брат вырос в Ороре, живя с ней, их матерью и отчимом. Когда Джонатан учился в 11-м классе школы «West Aurora High School», его мать развелась с отчимом, после чего он вместе с сестрой и матерью переехал в Форт-Майерс. После переезда, его мать стала увлекаться алкогольными напитками, а он — наркотическими веществами и вести криминальный образ жизни. По словам его сестры, Тихай ограбил ресторан и склад во Флориде, где работала его мать, а также совершил кражу из дома своей бабушки в Ороре. В 1991 году он был осуждён и провел 6 месяцев в окружной тюрьме округа Кейн (штат Иллинойс), после чего отбывал уголовное наказание в тюрьме «Joliet Correctional Center». Незадолго до исчезновения, Джонатан Тихай ушел из дома матери и начал вести бродяжнический образ жизни, после чего пропал без вести.
Личности других жертв пока не удалось установить.
В марте 2019 года, пытаясь возродить интерес общественности к расследованию уголовного дела, полиция Форт-Майерса и представители полицейского управления округа Майами-Дейд провели брифинг для СМИ, в ходе которого представили новые цифровые реконструкции лиц 5 мужчин, которые не были идентифицированы с целью их возможного визуального опознания. Сотрудники правоохранительных органов объявили о том, что расследуют уголовное дело как серию убийств, несмотря на то, что на обнаруженных костных останках не было обнаружено никаких признаков травм, а в результате просеивания грунта не было обнаруженных пуль, гильз, инструментов или деталей, которые применяют для удушения. С целью установить личности жертв, полиция Форт-Майерса и представители полицейского управления Майами-Дейд создали специальную телефонную линию и обратились к жителям городов штата Флорида, которым портреты убитых могли напоминать знакомых людей.
В сентябре 2022 года была установлена личность четвёртой жертвы убийства - им оказался 30-летний Роберт Рональд "Бобби" Соден, пропавший без вести в 1996 году. 
Несмотря на то, что личности четырёх жертв были установлены, на брифинге представителям СМИ был представлен перечень особых примет каждой из жертв:
- Жертва № 1. Возраст: от 30 до 50 лет, рост около 170 см, при жизни имел травмы ног, предплечья и груди. У него было обнаружено три зуба мудрости, и ряд свидетельств, указывающих что перед смертью он продолжительное время не получал стоматологического лечения. Он мог быть жителем другого штата США и оказаться на территории штата Флорида за несколько месяцев и лет до своей смерти.

- Жертва № 2. Возраст: от 20 до 30 лет, рост около 180 см. У этого человека были обнаружены сросшийся перелом правой малоберцовой кости, носа и ключицы. У него были удалены зубы мудрости, и возможно, он носил брекеты.

- Жертва № 3. Возраст: от 20 до 30 лет, рост около 190 см. Его зубы находились в ухоженном состоянии и у него имелись все четыре зуба мудрости.

- Жертва № 4. Возраст: от 20 до 30 лет, рост около 175 см. Его зубы находились в ухоженном состоянии со следами стоматологического лечения. У него было обнаружено четыре зуба мудрости.

- Жертва № 5. Возраст: от 18 до 20 лет, рост около 190 см. Его зубы находились в ухоженном состоянии, но один из зубов мудрости этого человека был удален.

- Жертва № 6. Возраст: от 30 до 50 лет, рост около 175 см. У этого человека были обнаружены структурные изменения в бедренной кости и на некоторых позвонках, вследствие чего правоохранительные органы предположили, что погибший при жизни мог испытывать проблемы с ходьбой и боли в различных частях спины. Среди его зубов находились все четыре зуба мудрости, а остальные имели последствия стоматологического лечения.

- Жертва № 7. Возраст от 20 до 30 лет, рост около 185 см. У этого человека были обнаружены четыре зуба мудрости и следы прижизненного перелома костей правого запястья.

- Жертва № 8. Возраст: от 20 до 30 лет, рост около 195 см. Его зубы были обнаружены в ухоженном состоянии с последствиями дорогостоящего стоматологического лечения. На костях его рук и грудной клетки были обнаружены рельефные изменения, свидетельствующие о том, что погибший при жизни мог заниматься спортом или иметь работу, связанную с поднятием тяжестей[11].

По состоянию на 2025 год, личность оставшихся скелетов не была идентифицирована, а причастность к совершению убийств Дэниела Конахена доказана не была. Сам Конахен свою причастность также не признал.